# Уилям Травис
Уилям Барет Травис (на английски: William Barret Travis, 9 август 1809 – 6 март 1836) е американски юрист и военен деец. На 26 години става подполковник в тексаската армия. Загива по време на битката при Аламо по време на Тексаската революция.